# Hrstkova chata
Hrstková chata, také chata Dr. Hrstky, se nachází v areálu hradu ve Štramberku v okrese Nový Jičín. Byla zapsána do Ústředního seznamu kulturních památek ČR před rokem 1988.

## Historie
Hrstkova chata, dříve Rašínova, byla postavena v roce 1925 jako turistická ubytovna podle plánů Františka Grossmanna z Ostravy. Roubená stavba byla postavena na místě dolního paláce hradu Štramberk v době druhé etapy úpravy hradu. Stavbu provedl J. Gregor ze Zubří.

## Popis
Chata je volně stojící přízemní roubená stavba obdélného půdorysu postavená na vysoké kamenné podezdívce, která vyrovnává terénní nerovnost. V podezdívce jsou sklepní a restaurační patra. Vchod je na pravé okapové straně. Chata je roubena z ostře hraněných trámů, má sedlovou střechu, krytou šindelem. Nad svisle bedněným štítem je polovalba, vespod podlomenice. V severovýchodním tříosém štítovém průčelí se nachází vstup. V sedmdesátých letech 20. století byla postavena k východní straně zděná přístavba sociálního zařízení s pultovou střechou. V okapové straně je deset oken. Místnosti mají trámové stropy.